# Pterodiscus
Pterodiscus ist eine Pflanzengattung aus der Familie der Sesamgewächse. Der Gattungsname wird aus dem griechischen pteros für Flügel und dem lateinischen discus für Scheibe hergeleitet und bezieht sich auf die Struktur der Früchte.

## Beschreibung

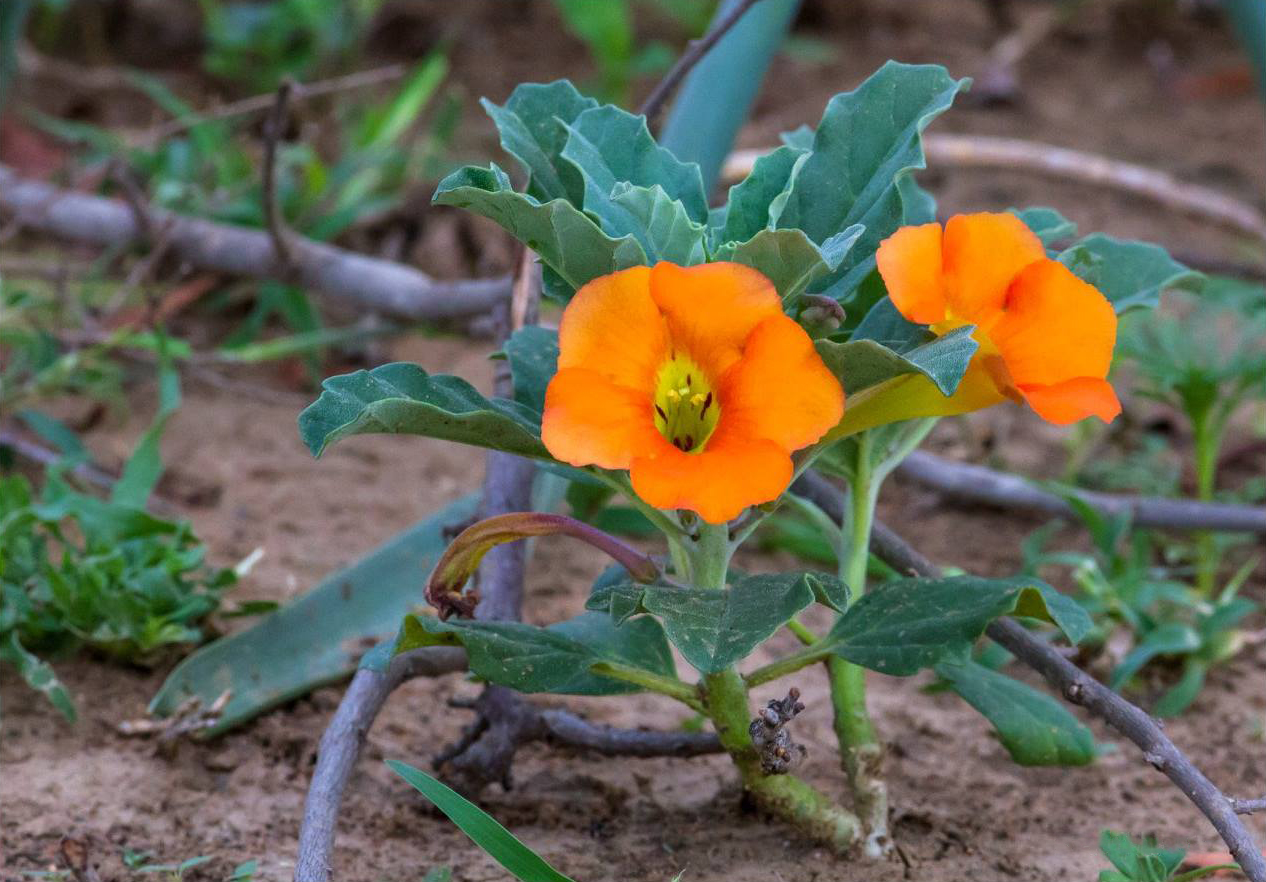
Pterodiscus elliottii

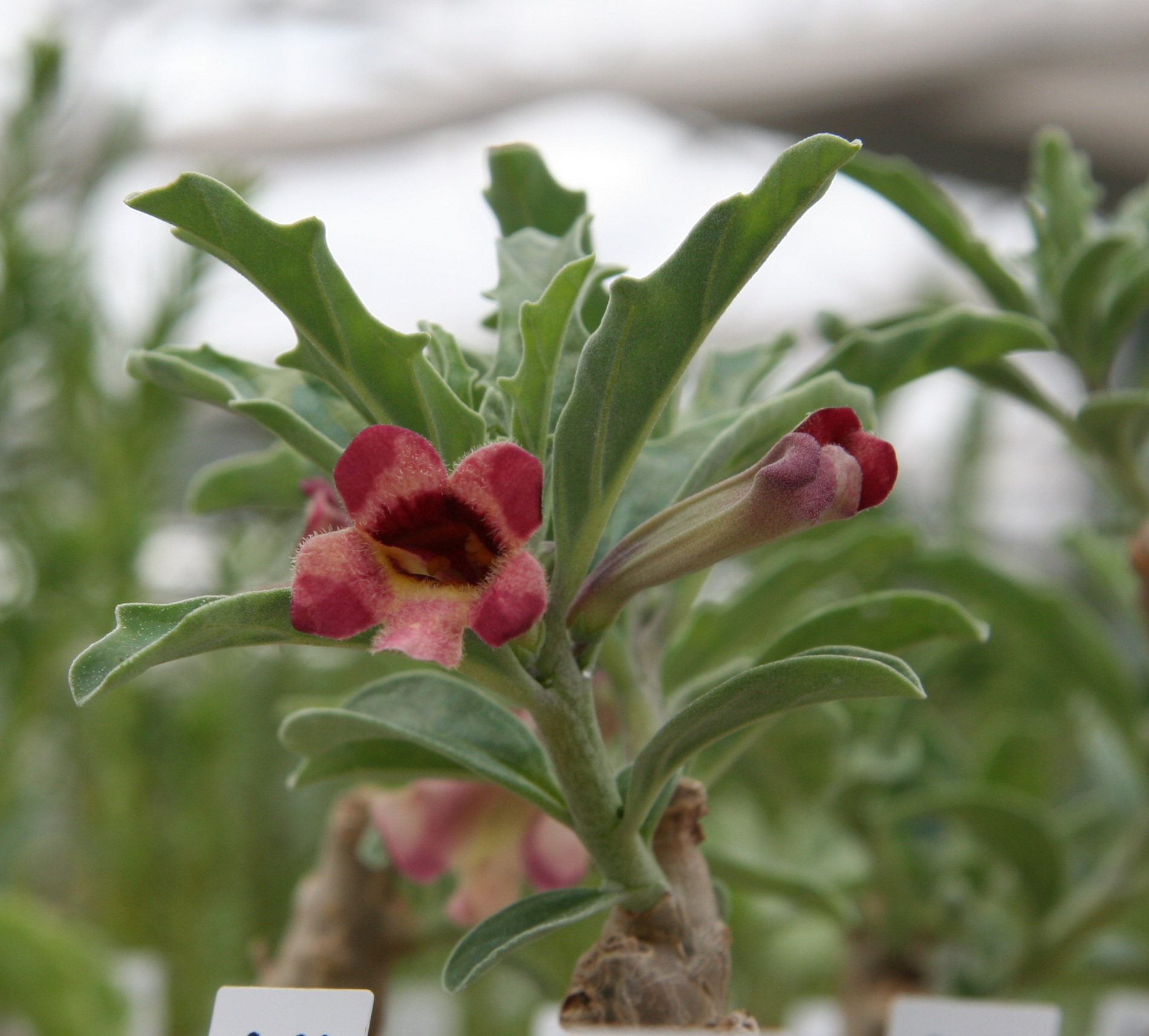
Pterodiscus ngamicus

Es handelt sich um mehrjährige krautige Pflanzen mit einem kurzen, ausdauerndem Caudex. An der Spitze des Caudex werden in jeder Vegetationsperiode einjährige Triebe ausgebildet. Diese können bis 50 cm lang werden. Die gestielten Blätter sind leicht sukkulent und in der Spreite sehr unterschiedlich geformt. Sie können linealisch oder lanzettlich bis breit länglich oder elliptisch ausgebildet sein. Der Rand der Blätter ist entweder ganzrandig, gebuchtet, gezähnt, fiederteilig oder fiederschnittig.
Die gelben, leuchtend orangen, roten oder purpurnen, selten auch weißen, Blüten erscheinen einzeln aus den Blattachseln. Die schmal zylindrische, an der Basis oft leicht ausgesackte Kronröhre ist im unteren Teil verschmälert oder selten im oberen Teil trichterig. Die am Ende des ausgebreiteten Kronsaumes befindlichen gleich großen Lappen sind etwa kreisrund bis elliptisch. In der Röhre sind die vier Staubblätter eingeschlossen, deren Theken abspreizen. Ein fünftes Staubblatt ist meist als Staminodium vorhanden.
Die beiden Fruchtknotenfächer sind ungeteilt. Die manchmal stark verholzte, geschlossen bleibende Frucht ist seitlich etwas zusammengedrückt und besitzt an allen vier Außenkanten einen 1 bis 12 mm breiten, meist pergamentartigen Flügel. Das schwammige Mesocarp enthält große Höhlungen. Die Seitenansicht der Frucht einschließlich der Flügel ist breit elliptisch, eiförmig, kreisrund oder quer elliptisch (bei Pterodiscus aurantiacus). Oft ist sie leicht asymmetrisch geformt, an der Spitze ausgerandet oder mit aufgesetzten Spitzchen versehen. Für gewöhnlich ist sie an der Basis ausgerandet. Der Fruchtkörper ist meist in der unteren Hälfte am breitesten. Der obere Teil ist steril und bildet oft einen Schnabel aus.
Die Samen befinden sich entweder zu 1 bis 3 Stück in jedem Fach und sind dann länglich ausgebildet mit einer glatten Samenschale. Oder sie sind zu 4 bis 8 Stück, selten bis 10 Stück in jedem Fach und sind dann eiförmig mit einer runzeligen Samenschale.

## Verbreitung und Systematik
Die Arten der Gattung Pterodiscus sind im Südwesten, Süden, Osten und Nordosten von Afrika verbreitet.
Die Gattung wurde 1844 beschrieben und umfasst 12 Arten. Als Typusart der Gattung wurde Pterodiscus speciosus Hook. bestimmt.
- Pterodiscus angustifolius Engl.
- Pterodiscus aurantiacus Welw.
- Pterodiscus brasiliensis (J.Gay ex DC.) Asch.
- Pterodiscus coeruleus Chiov.
- Pterodiscus elliottii Baker ex Stapf
- Pterodiscus kellerianus Schinz
- Pterodiscus luridus Hook.f.
- Pterodiscus ngamicus N.E.Br. ex Stapf
- Pterodiscus ruspolii Engl.
- Pterodiscus saccatus S.Moore
- Pterodiscus speciosus Hook.
- Pterodiscus undulatus Baker f.